# Елизабет Магдалена фон Хесен-Дармщат
Елизабет Магдалена фон Хесен-Дармщат (на немски: Elisabeth Magdalena von Hessen-Darmstadt; * 23 април 1600, Дармщат; † 9 юни 1624, дворец Мьомпелгард) е ландграфиня от Хесен-Дармщат и чрез женитба херцогиня на Вюртемберг-Монбеляр.

## Произход и брак
Тя е най-възрастната дъщеря на ландграф Лудвиг V фон Хесен-Дармщат (1577 – 1626) и съпругата му принцеса Магдалена фон Бранденбург (1582 – 1616), дъщеря на курфюрст Йохан Георг фон Бранденбург и Елизабет фон Анхалт. По баща е внучка на ландграф Георг I фон Хесен-Дармщат и на Магдалена фон Липе.
Елизабет Магдалена се омъжва на 14 юли 1617 г. в Щутгарт за херцог Лудвиг Фридрих фон Вюртемберг-Мьомпелгард (1586 – 1631). Тя е първата му съпруга. 

## Деца
Елизабет Магдалена и Лудвиг Фридрих фон Вюртемберг-Мьомпелгард имат три деца:
- Христоф (* 24 декември 1620; † 1 януари 1621)
- Хенриета Луиза (* 20 юни 1623; † 24 август 1650)

∞ 21 август 1642 за маркграф Албрехт II фон Бранденбург-Ансбах
- Леополд Фридрих (* 30 май 1624; † 15 юни 1662), херцог на Вюртемберг-Мьомпелгард

∞ 22 ноември 1647 г. за Сибила фон Вюртемберг (1620 – 1707), дъщеря на херцог Йохан Фридрих фон Вюртемберг